# ジェーンへの手紙
『ジェーンへの手紙』（ - てがみ、英語Letter to Jane）は、「ジガ・ヴェルトフ集団」のつくった映画『万事快調』（1972年）に対する「追伸」として製作された映画であり、映画監督ジャン＝リュック・ゴダールとジャン＝ピエール・ゴランが同集団の名のもとに、1972年に共同監督した映画である。「ジガ・ヴェルトフ集団」（1968年 - 1972年）最後の作品である。

## 概要
『万事快調』撮影中にゴダールとゴランを批判したジェーン・フォンダへの反論として提示された52分の映画エッセイである。ゴダールとゴランとが行ったり来たりするスタイルでナレーションを語り、たった一枚のニュース写真を記号論的分析を加えて脱構築していく。この写真は、1972年7月21日は週刊ニュース誌『レクスプレス L'Express』に掲載された、北ヴェトナムを訪問した際のジェーン・フォンダの写真である。
筋金入りのマルクス主義者でありマオイストであるゴダールとゴランが、にわか反戦左翼のブルジョワでしかないジェーンを戯画的に批判する、という構図であり、マスコミに「ハノイ・ジェーン」というあだ名をつけられているが、それは帝国主義的に付加された商品価値にほかならない、というのが本作の論旨の基調である。
本作は、ゴダールとゴランの最後のコラボレーションとなった。1972年10月10日、ニューヨーク映画祭（New York Film Festival）で上映されたが、作品の完成をみて「ジガ・ヴェルトフ集団」は解散、ゴランは『L'Ailleurs immédiat』という映画をソロで監督、撮影はしたもののトラブルのために完成せぬまま1973年にパリを去ってカリフォルニア州サンディエゴへ、ゴダールはアンヌ＝マリー・ミエヴィルとともにグルノーブルへと移住した。グルノーブルでゴダールとミエヴィルは映画製作会社「ソニマージュ」を設立し、1974年4月11日からのアメリカでの公開等その後のリリースについては同社が管理した。ゴダールのいわゆる「政治の時代」は本作をもって終了する。
写真の記号論的分析という映画手法に関しては、ゴダール＝ミエヴィル監督・脚本の映画『うまくいってる?』（1978年）の劇中でも用いられた。のちにゴダールは、1992年に勃発したボスニア・ヘルツェゴビナ紛争での兵士たちと地面に伏したサラエヴォ市民たちの写った一枚の写真に対し、部分を切り取り、記号論的分析をオフのナレーションでゴダールが加えていくという『ジェーンへの手紙』と同様の手法で、2分少々の短篇ビデオ映画『たたえられよ、サラエヴォ Je vous salue, Sarajevo』（製作ペリフェリア、1993年）をつくった。本作から20年後のことである。
2005年、米国クライテリオン・コレクション（Criterion Collection）からリリースされたDVD版『万事快調』のエクストラ収録され、観ることが可能になった。

## スタッフ・キャスト
- 監督　ジガ・ヴェルトフ集団（ジャン＝リュック・ゴダール、ジャン＝ピエール・ゴラン）
- 脚本　ジガ・ヴェルトフ集団
- 撮影　ジャン＝リュック・ゴダール
- 録音　ジガ・ヴェルトフ集団
- 編集　ジガ・ヴェルトフ集団
- 出演　ジェーン・フォンダ（写真と声）、ジャン＝リュック・ゴダール、ジャン＝ピエール・ゴラン（ナレーション）
- 製作　ジガ・ヴェルトフ集団
- 製作会社　ソニマージュ（グルノーブル）

## 関連事項
- 映画記号論
- クリスチャン・メッツ（英語版Christian Metz、仏語版Christian Metz）
- ジャック・ラカン
- ジガ・ヴェルトフ集団
- ベトナム戦争

## 註
1. ↑  英語版WikipediaLetter to Janeのページには米国内の法律に従った形でこの写真が掲載されている。
2. ↑  『ゴダールの神話』、雑誌「現代思想」臨時増刊号、青土社、1995年10月20日 ISBN 4791719921
巻末の「フィルモグラフィー」における中条省平による解説を参考にした。